# Jaskinia Żabia (Podlesice)
Jaskinia Żabia – jaskinia na Wyżynie Częstochowskiej, w obrębie wsi Podlesice w województwie śląskim, powiecie zawierciańskim, w gminie Kroczyce. Znajduje się u północnego podnóża skały Biblioteka na wzgórzu Sulmów.

## Opis jaskini
Trójkątny otwór wlotowy do jaskini znajduje się na powierzchni ziemi, tuż u podnóża skały. Opada z niego obszerna studnia o głębokości 11 m. Na jej przedłużeniu znajduje się duża Sala Trójkątna z kilkoma krótkimi i ślepymi odgałęzieniami. Na ścianach jednego z nich, biegnącego w kierunku północno-wschodnim, występują krystaliczne polewy. Na początku tego korytarza znajduje się 3-metrowy próg, a za nim druga komora – Sala Okrągła, znajdująca się pod Salą Trójkątną.
Zwiedzanie jaskini wymaga sprzętu i umiejętności zjazdu i wychodzenia przy użyciu liny. Dno jaskini jest grząskie i błotniste. Nazwa jaskini pochodzi od tego, że na jej dnie znajdowano wielkie ropuchy, które wpadły przez pionową studnię.

## Historia
Jaskinia odkryta została w 1944 r. przez mieszkańców Podlesic, którzy wydobywali tutaj kalcyt. W 1946 r. jaskinię zwiedził i krótko opisał K. Kowalski. W 1951 r. oberwało się namulisko, co spowodowało zawalenie wylotu warstwą o grubości kilku metrów i zaprzestanie wydobywania kalcytu.  W 1978 r. grotołazi z AKSiA dokonujący inwentaryzacji jaskiń okolic Podlesic zdecydowali się na usunięcie zawału. W trakcie tych prac wraz z namuliskiem wydobyli duże ilości szczątków kości zwierzęcych  z plejstocenu. Zostały przebadane przez Zakład Paleozoologii Uniwersytetu Wrocławskiego. Jaskinia Żabia została jednym ze stanowisk archeologicznych.

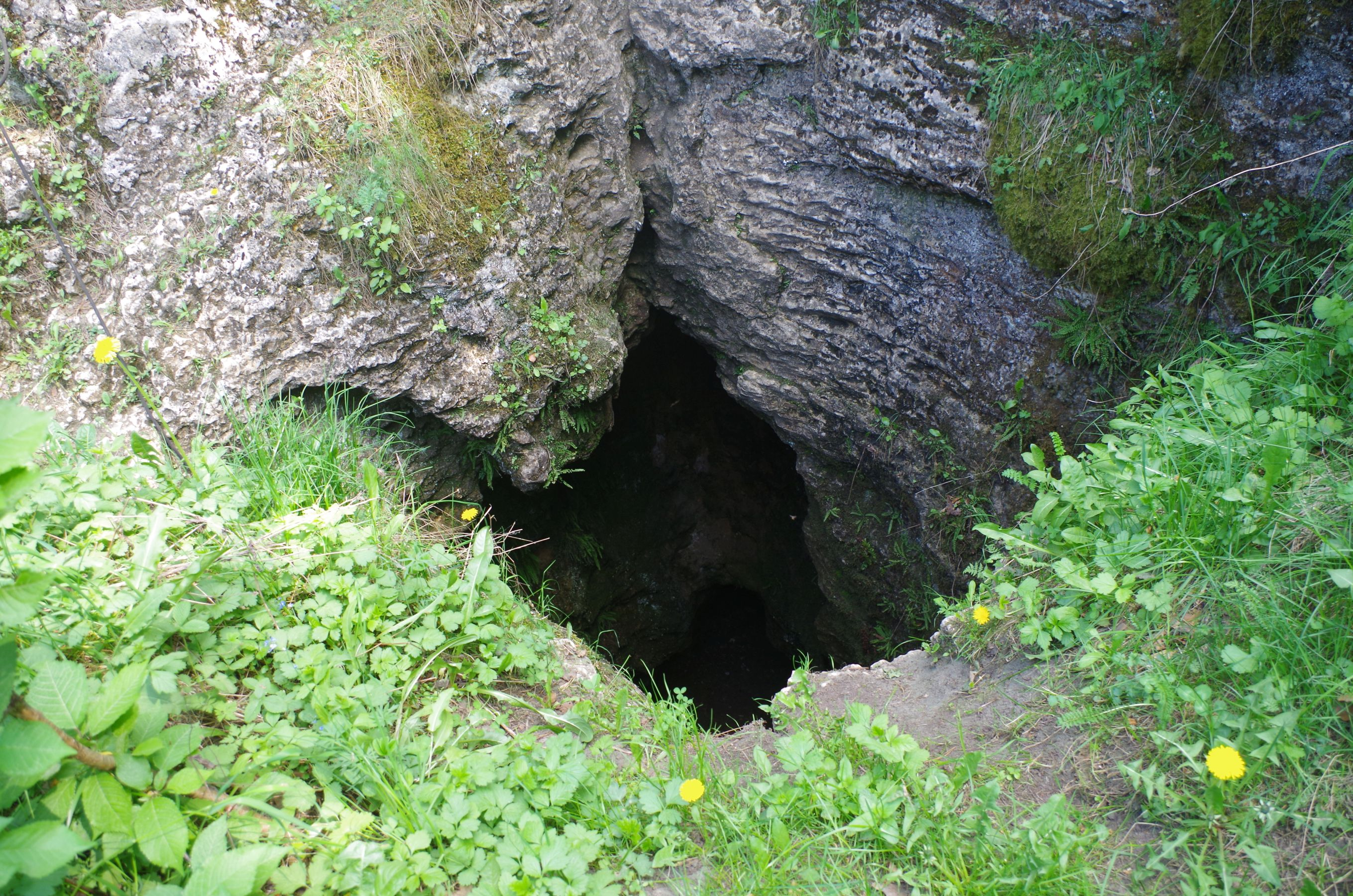
Otwór jaskini